# Kuhbach (Oste)
Der Kuhbach ist ein 11,6 km langer Bach in der Samtgemeinde Sittensen im Landkreis Rotenburg (Wümme) in Niedersachsen, der von rechts und Norden in die Oste mündet.

## Geografie

### Verlauf
Der Kuhbach entsteht als Oberflächenwasser sammelnder Wiesengraben westlich von Wohnste. Er fließt deutlich begradigt durch Acker- und Wiesen zwischen Klein-Ippensen und Groß-Ippensen in südlicher Richtung, weiter westlich vorbei im Weichbild der Ortschaft Klein Meckelsen. Nach der Unterquerung der Eisenbahn Sittensen-Zeven fließt der Fluss im Waldgebiet um Kuhmühlen erst durch den Mühlenteich Kuhmühlen und dann durch die Klostermühle. Im folgenden Waldstück quert er die Landstraße 142 in südlicher Richtung und mündet westlich von Groß Meckelsen von rechts und Norden in die Oste.

## Zustand
Der Kuhbach ist im gesamten Verlauf kritisch belastet (Güteklasse II-III).

## Befahrungsregeln
Zum Schutz, dem Erhalt und der Verbesserung der Fließgewässer als Lebensraum für wild lebende Tiere und Pflanzen erließ der Landkreis Rotenburg (Wümme) 2015 eine Verordnung für sämtliche Fließgewässer. Seitdem ist das Befahren des Flusses von der Quelle bis zur Mündung ganzjährig verboten.